# Фельчер, Биния
Би́ния Фе́льчер (нем. Binia Feltscher; урождённая Би́ния Бе́ели, нем. Binia Beeli; в 2006—2013 Би́ния Фе́льчер-Бе́ели, нем. Binia Feltscher-Beeli; род. 13 октября 1978, Кур) — швейцарская кёрлингистка, двукратная чемпионка мира, чемпионка Европы, третий в команде Швейцарии на зимних Олимпийских играх 2006 года.
С 2007 скип своей команды. Играет на позиции четвёртого.

## Достижения
- Зимние Олимпийские игры: серебро (2006).
- Чемпионат мира по кёрлингу среди женщин: золото (2014, 2016).
- Чемпионат Европы по кёрлингу: золото (2014), серебро (2004, 2005, 2009), бронза (2006).
- Континентальный Кубок по кёрлингу (в составе команды «Мир»): серебро (2017).
- Чемпионат Швейцарии по кёрлингу среди женщин: золото (2004, 2006, 2010, 2014, 2016, 2018), серебро (2017, 2019, 2022), бронза (2012, 2020).

## Команды
| Сезон   | Четвёртый           | Третий                   | Второй            | Первый                                      | Запасной                                                 | Турниры                                 |
| ------- | ------------------- | ------------------------ | ----------------- | ------------------------------------------- | -------------------------------------------------------- | --------------------------------------- |
| 2004—05 | Мирьям Отт          | Биния Беели              | Бригитта Шори     | Мишель Кнобель                              | Валерия Шпелти                                           | ЧЕ 2004 · ЧМ 2005 (8 место)             |
| 2005—06 | Мирьям Отт          | Биния Беели              | Валерия Шпелти    | Мишель Мозер                                | Мануэла Корман                                           | ЧЕ 2005 · ОИ 2006                       |
| 2006—07 | Мирьям Отт          | Биния Фельчер-Беели      | Валерия Шпелти    | Янине Грайнер                               | Мануэла Корман                                           | ЧЕ 2006                                 |
| 2007—08 | Биния Фельчер-Беели | Сандра Аттингер          | Ивонн Шлунеггер   | Коринн Буркин                               |                                                          |                                         |
| 2008—09 | Биния Фельчер-Беели | Сандра Рамштайн-Аттингер | Sibille Buhlmann  | Коринн Буркин                               |                                                          |                                         |
| 2009—10 | Мирьям Отт          | Кармен Шефер             | Кармен Кюнг       | Янине Грайнер                               | Биния Фельчер-Беели                                      | ЧЕ 2009                                 |
| 2009—10 | Биния Фельчер-Беели | Коринн Буркин            | Sibille Buhlmann  | Сандра Рамштайн                             | Ивонн Шлунеггер, Хайке Шваллер тренер: Гауденц Беели     | ЧШЖ 2010                                |
| 2009—10 | Биния Фельчер-Беели | Коринн Буркин            | Хайке Шваллер     | Сандра Рамштайн-Аттингер                    | Мариса Винкельхаузен                                     | ЧМ 2010 (10 место)                      |
| 2010—11 | Биния Фельчер-Беели | Марлене Альбрехт         | Кристине Урех     | Сандра Рамштайн-Аттингер                    |                                                          | ЧШЖ 2011 (4 место)                      |
| 2011—12 | Биния Фельчер-Беели | Марлене Альбрехт         | Франциска Кауфман | Кристине Урех                               | Мануэла Зигрист (ЧЕ), Николь Штраузак (ЧШЖ)              | ЧЕ 2011 (7 место) · ЧШЖ 2012            |
| 2012—13 | Биния Фельчер-Беели | Ирене Шори               | Франциска Кауфман | Кристине Урех                               | Мартина Бауман Мануэла Нетцер тренер: Гауденц Беели      | ЧШЖ 2013 (4 место)                      |
| 2013—14 | Биния Фельчер       | Ирене Шори               | Франциска Кауфман | Кристине Урех                               | Карол Ховальд                                            | ЧШЖ 2014 · ЧМ 2014                      |
| 2014—15 | Биния Фельчер       | Ирене Шори               | Франциска Кауфман | Кристине Урех                               | Карол Ховальд                                            | ЧЕ 2014 · ЧШЖ 2015 (5 место)            |
| 2015—16 | Биния Фельчер       | Ирене Шори               | Франциска Кауфман | Кристине Урех                               | Карол Ховальд                                            | ЧМ 2016 · ЧШЖ 2016                      |
| 2016—17 | Биния Фельчер       | Ирене Шори               | Франциска Кауфман | Кристине Урех (ЧЕ, ККК) Карол Ховальд (ЧШЖ) | Карол Ховальд (ЧЕ)                                       | ЧЕ 2016 (6 место) · ККК 2017 · ЧШЖ 2017 |
| 2017—18 | Биния Фельчер       | Ирене Шори               | Франциска Кауфман | Карол Ховальд                               | Мишель Гриби (ЧШЖ) Рафаэла Кайзер (ЧМ) тренер: Аллан Мур | ЧШЖ 2018 · ЧМ 2018 (8 место)            |
| 2018—19 | Биния Фельчер-Беели | Карол Ховальд            | Стефани Берсе     | Larissa Hari                                | Франциска Кауфман тренер: Аллан Мур                      | ЧШЖ 2019                                |
| 2019—20 | Биния Фельчер-Беели | Мишель Ягги              | Карол Ховальд     | Стефани Берсе                               | Larissa Hari тренер: Аллан Мур                           | ЧШЖ 2020                                |
| 2021—22 | Селина Витшонке     | Елена Матис              | Рафаэла Кайзер    | Marina Loertscher                           | Биния Фельчер-Беели тренер: Биния Фельчер-Беели          | ЧШЖ 2022                                |

(скипы выделены полужирным шрифтом)

## Частная жизнь
Отец Бинии — Гауденц Беели, тоже спортсмен, бобслеист, участник Олимпийских игр 1972 в Саппоро, вице-чемпион мира 1974 года в составе команды-четвёрки. Он является тренером команды Бинии с момента её создания.
Замужем. Двое детей. Владеет немецким и романшским языками.